# 오버로드: 11구역
《오버로드: 11구역》(Trench 11)은 캐나다에서 제작된 레오 셔먼 감독의 2017년 전쟁, 스릴러 영화이다. 로지프 서덜랜드 등이 주연으로 출연하였다.

## 출연

### 주연
- 로지프 서덜랜드
- 로버트 스타드로버 - 라이너 역